# Campionati mondiali di pugilato giovanili
I Campionati mondiali di pugilato giovanili sono gare di pugilato dilettantistiche organizzate dall'AIBA (Association International de Boxe Amateur).
Ha due categorie: "Youth" per i concorrenti di età compresa tra i 17 e 18 anni, iniziato nel 1979 a Yokohama, in Giappone, si tiene ogni due anni dal 1990; e Junior per i concorrenti di età compresa tra 15 e 16 anni, iniziato nel 2001 a Baku, in Azerbaigian, e si tiene ogni due anni dal 2007.

## Edizioni

### Under-19

#### Maschili
| Anno                      | Città            | Nazione         | Date                     |
| ------------------------- | ---------------- | --------------- | ------------------------ |
| Junior World Championship |                  |                 |                          |
| 1979                      | Yokohama         | Giappone        | 9 – 16 dicembre          |
| 1983                      | Santo Domingo    | Rep. Dominicana | 17 – 24 settembre        |
| 1985                      | Bucarest         | Romania         | 1 - 9 settembre          |
| 1987                      | L'Avana          | Cuba            | 25 giugno – 6 luglio     |
| 1989                      | Bayamon          | Porto Rico      | 9 - 17 agosto            |
| 1990                      | Lima             | Perù            | 13 - 20 ottobre          |
| 1992                      | Montréal         | Canada          | 25 settembre - 4 ottobre |
| 1994                      | Istanbul         | Turchia         | 8 - 18 settembre         |
| 1996                      | L'Avana          | Cuba            | 4 - 10 novembre          |
| 1998                      | Buenos Aires     | Argentina       | 6 - 16 novembre          |
| 2000                      | Budapest         | Ungheria        | 5 - 12 novembre          |
| 2002                      | Santiago di Cuba | Cuba            | 15 - 22 settembre        |
| 2004                      | Jeju             | Corea del Sud   | 12 - 18 giugno           |
| 2006                      | Agadir           | Marocco         | 8 - 18 Settembre         |
| Youth World Championship  |                  |                 |                          |
| 2008                      | Guadalajara      | Messico         | 31 ottobre – 1 novembre  |
| 2010                      | Baku             | Azerbaigian     | 20 aprile – 2 maggio     |
| 2012                      | Erevan           | Armenia         | 25 novembre – 8 dicembre |
| 2016                      | San Pietroburgo  | Russia          | 17 – 26 novembre         |

#### Femminili
| Anno | Città    | Nazione  | Date              |
| ---- | -------- | -------- | ----------------- |
| 2011 | Adalia   | Turchia  | 20 - 30 aprile    |
| 2013 | Albena   | Bulgaria | 22 - 28 settembre |
| 2015 | Taipei   | Taiwan   | 16 - 23 maggio    |
| 2017 | Guwahati | India    | 19 - 26 novembre  |

#### Combinati
| Anno | Città    | Nazione  | Date             |
| ---- | -------- | -------- | ---------------- |
| 2014 | Sofia    | Bulgaria | 14 – 24 aprile   |
| 2018 | Budapest | Ungheria | 21 – 31 agosto   |
| 2021 | Kielce   | Polonia  | 10 - 24 aprile   |
| 2022 | La Nucia | Spagna   | 14 - 26 novembre |
| 2025 | Shizuoka | Giappone | gennaio          |